# 東大阪市立桜橋小学校
東大阪市立桜橋小学校（ひがしおおさかしりつ さくらばししょうがっこう）は大阪府東大阪市菱屋西4丁目にある公立小学校。

## 概要
2016年4月1日、東大阪市立菱屋西小学校と東大阪市立永和小学校を統合し、東大阪市立桜橋小学校として開校した。校舎は菱屋西小学校の校舎を転用。
東大阪市教育委員会では学校規模の適正化を進めるため、児童数の減少で小規模校となっていた菱屋西小学校と永和小学校を統合した。

## 沿革
- 2016年（平成28年）
  - 4月1日 - 開校。
  - 6月14日 - 開校記念式典挙行。

## 通学区域
- 永和1丁目～3丁目　菱屋西1丁目（1番、2番(1号～2号、27号～29号)、3番(1号～10号、24号～47号)、4番～6番、7番(1号～8号、16号～27号)、8番(1号～7号、18号～28号)、9番(1号～7号、21号～29号)、10番(1号～6号、24号～31号)、11番(1号～4号、30号～36号)、12番～24番）、菱屋西2丁目～4丁目、横沼町1丁目～3丁目、菱屋西1丁目9番8号（上小阪小学校の通学区域を除く。）[2]

## 周辺
- 菱屋西公民分館 - 同一敷地内
- 長瀬川
- 東大阪市上下水道局上水道部菱屋西配水場
- 大阪府道24号大阪東大阪線

## 交通
- JRおおさか東線JR俊徳道駅・近鉄大阪線俊徳道駅から、徒歩約710m・約11分。
- 近鉄奈良線河内小阪駅から、徒歩約790m・約12分。